# Hanna Folkesson
Hanna Folkesson (* 15. Juni 1988) ist eine schwedische Fußballspielerin. Die Mittelfeldspielerin debütierte 2013 in der schwedischen Nationalmannschaft.

## Werdegang

### Vereine
Folkesson entstammt der Jugend von Umedalens IF. 2006 debütierte für den seinerzeitigen Zweitligisten Umeå Södra FF im Erwachsenenbereich. Mit dem Klub stieg sie am Ende des folgenden Jahres in die Damallsvenskan auf, nach lediglich zwei Saisonsiegen stieg die Mannschaft jedoch direkt wieder ab. Daraufhin wechselte sie innerhalb der ersten Liga zu AIK. Mit dem Klub stieg sie zwar am Ende der Spielzeit 2010 ebenfalls aus der ersten Spielklasse ab, blieb aber dem Verein treu und stieg mit ihm direkt wieder auf. In der Spielzeit 2012 reüssierte die Mannschaft abermals am Tabellenende, so dass sie dieses Mal den Klub verließ und zu Umeå IK weiterzog. Hier kam sie in der ersten Hälfte der Saison zu acht Spielen, ehe sie verletzungsbedingt pausieren musste. Nach Folkessons Rückkehr auf den Fußballplatz war sie weiterhin über weite Strecken Stammspielerin bei Umeå IK. 2015 wechselte sie zu KIF Örebro, kam dort aber zu keinem Einsatz und kehrte zur Saison 2016 wieder zu Umeå zurück, wo sie in der letzten Hälfte der Saison zu neun Einsätzen kam. 2017 wechselte sie zum FC Rosengård, wo sie in zwei Spielzeiten nur je ein Spiel verpasste. Mit Rosengård spielte sie auch erstmals auf europäischer Vereinsebene und erzielte am 11. Oktober 2017 beim 4:0 gegen CFF Olimpia Cluj im Sechzehntelfinale der UEFA Women’s Champions League 2017/18 ihr erstes internationales Tor. Im Achtelfinale kam dann aber das Aus gegen die Chelsea Ladies und auch ein Jahr später reichte es nur bis ins Achtelfinale, wo dann Slavia Prag etwas stärker war. Einen Monat später wurde am 1. Dezember 2018 ihr Wechsel zur Saison 2019 zu Djurgården bekannt gegeben. Nach einem Jahr wechselte sie zum Zweitligisten und Stadtrivalen Hammarby IF. Als Vize-Zweitligameister stieg sie mit dem Verein in die Damallsvenskan auf. In der  ersten Saison reichte es zum siebten Platz, 2022 wurden sie Fünfte. 

### Nationalmannschaft
Einhergehend mit dem Wechsel zu Umeå IK rückte Folkesson in den Fokus der A-Nationalmannschaft. Im Rahmen des Algarve-Cups wurde sie von Pia Sundhage Anfang 2013 erstmals in die Auswahlmannschaft berufen und debütierte beim 1:1-Unentschieden gegen China im Auswahljersey. Anschließend war sie eine Kandidatin für den Kader zur EM-Endrunde 2013 im eigenen Land, ehe sie sich Ende Mai im Vorfeld zu einem Länderspiel gegen Norwegen einen Bänderriss zuzog und mehrere Wochen ausfiel.
Für die WM 2015 und die Olympischen Spiele 2016 wurde sie nicht berücksichtigt. Die EM 2017 war dann ihr erstes großes  Turnier und sie wurde in den Gruppenspielen gegen Italien und Russland sowie im Viertelfinale gegen Gastgeber Niederlande eingesetzt, schied aber mit ihrer Mannschaft gegen den späteren Europameister aus. Im Rahmen der Qualifikation zur WM 2019 erzielte sie am 7. Juni 2018 gegen Kroatien ihr erstes Länderspieltor zum 4:0-Endstand in der 90. Minute. Für die WM-Endrunde wurde sie nicht nominiert.

## Erfolge
- Pokalsiegerin in Schweden 2016/17 und 2017/18 mit Rosengård
- 2018: Algarve-Cup-Sieg (zusammen mit den Niederlanden[4])